# Station Earlestown
Earlestown is een spoorwegstation van National Rail in Earlestown, St. Helens in Engeland. Het station is eigendom van Network Rail en wordt beheerd door Northern Rail. 